# Hipertensión secundaria
Por consenso se define HTA, como el hallazgo persistente de valores de presión arterial sistólica iguales o superiores a 140 mmHg o de presión diastólica iguales o superiores a 90 mmHg. En la gran mayoría (90-95%) de los casos, la causa de la hipertensión es desconocida y a ellas se les conoce como hipertensión primaria o hipertensión esencial'. Y en el 5 -10 % de los pacientes hipertensos se identifica una causa, denominándose a este tipo, Hipertensión secundaria. Generalmente resulta de una enfermedad, un hábito crónico o uno o varios medicamentos y por eso, en muchos casos la hipertensión arterial puede ser tratable según la causa e incluso curable.

## Clasificación

### Hipertensión renovascular (I15.0)
La hipertensión renovascular o simplemente hipertensión renal es un síndrome que consiste en una hipertensión arterial causada por el estrechamiento de las arterias que vascularizan los riñones (estenosis de la arteria renal). Es una forma de hipertensión secundaria, en la que se conoce la causa que la produce.

### Hipertensión Nefrógena (I15.1)
- Insuficiencia renal crónica
- Enfermedades Parenquimatosas
- Enfermedades renales / Estenosis de la arteria renal: el gasto cardíaco permanece elevado crónicamente debido a una permanente oclusión de la vasculatura renal.

### Enfermedades endocrinas (I15.2)[4]
- Feocromocitoma: tumor de la glándula suprarrenal
- Hiperaldosteronismo (Síndrome de Conn)
- Síndrome de Cushing
- Hiperparatiroidismo
- Acromegalia
- Hipertiroidismo
- Hipotiroidismo

### Otras causas (I15.8)
- Síndrome de apnea-hipopnea durante el sueño
- Regaliz (cosumido en grandes cantidades)
- Escleroderma
- Neurofibromatosis
- Embarazo: causa incierta.
- Cancer: los tumores en el riñón pueden operar de modo similar que una enfermedad renal. Comúnmente, secretan hormonas que alteran el control fisiológico de la presión arterial.
- Fármacos: En especial, el alcohol, descongestionantes nasales con efectos adrenérgicos, AINE, MAOI, estimulantes de adrenoceptores, y metodologías combinadas para la anticoncepción hormonal (contienen etinilestradio) pueden causar hipertensión durante su uso.
  - Abuso de alcohol, cocaína
  - Esteroides
- Malformaciones de la aorta, pulso lento: causando una reducción del flujo sanguíneo en dirección hacia las arterias renales.
  - Enfermedad de la válvula aórtica: etiología incierta.
  - Coartación de la aorta[5]
- Anemia: etiología incierta.
- Fiebre: etiología incierta.
- Saturnismo
- Hiperhidrosis

## Sospecha y Orientación de la HTA secundaria
El clínico debe sospechar ante la siguiente situación: Presión arterial no controlada con un tratamiento correctamente cumplido con 3 fármacos antihipertensvos. Incluyendo un diurético, en cualquiera de las recomendaciones actualmente. De igual modo la sospecha irá orientada en pacientes con HTA jóvenes; HTA moderada o grave desde el comienzo del cuadro hipertensivo; HTA refractaria; Retinopatía hipertensiva grado III o IV o datos que sugieran una patología concreta o potencialmente causante de hipertensión arterial.
Como datos semiológicos importantes para considerar una hipertensión arterial secundaria, está la edad, si inicia antes de los 20 años o después de los 50, así como la gravedad o inicio drástico de la misma.